# Фелдру
Фелдру (рум. Feldru) — село у повіті Бистриця-Несеуд в Румунії. Адміністративний центр комуни Фелдру.
Село розташоване на відстані 336 км на північ від Бухареста, 17 км на північний схід від Бистриці, 93 км на північний схід від Клуж-Напоки.

## Населення
За даними перепису населення 2002 року у селі проживали 5488 осіб, з них 5485 осіб (99,9%) румунів. Рідною мовою 5485 осіб (99,9%) назвали румунську.